# Petr Hruška

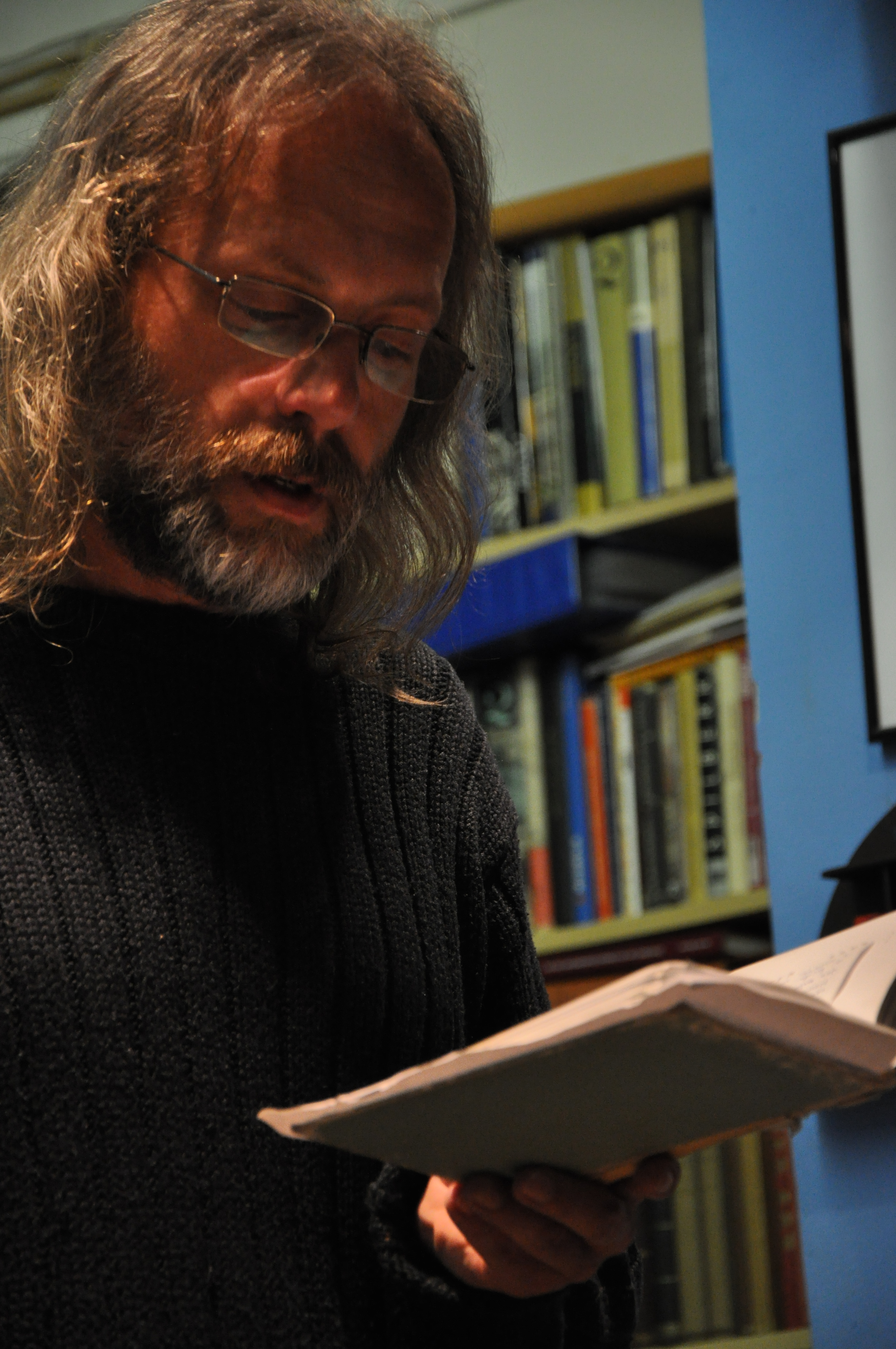
Petr Hruška při autorském čtení (2011)

Petr Hruška (* 7. června 1964 Ostrava) je český básník, spisovatel, literární historik a organizátor kulturních událostí.

## Život
Vystudoval VŠB v Ostravě (obor úprava nerostných surovin, specializace Úprava vod, promovaný inženýr roku 1987), Filozofickou fakultu OU v Ostravě (1990–1994 česká literatura a literární věda, dipl. práce Současná nezavedená česká poezie a próza, Mgr.) a FF MU (doktorské studium, disertační práce Poválečný surrealismus a reakce na setrvačnost avantgardního modelu v oficiální poezii, obhájená v roce 2003, Ph.D.) Pracuje v Ústavu pro českou literaturu AV ČR v Brně; jeho badatelskou oblastí je česká poezie po roce 1945. Podílel se na zpracování čtyřsvazkových Dějin české literatury 1945–1989, druhého dílu Slovníku českých spisovatelů od roku 1945, Slovníku českých literárních časopisů, periodických literárních sborníků a almanachů 1945–2000 a dvou knižních souborů interpretací děl vzniklých po roce 1990: V souřadnicích volnosti (2008) a V souřadnicích mnohostí (2014).
Českou literaturu učil střídavě na Masarykově univerzitě v Brně, Ostravské univerzitě a Slezské univerzitě v Opavě. Byl členem redakční rady časopisu Host a je redaktorem časopisu Obrácená strana měsíce; v letech 1995–1998 se podílel na vydávání časopisu Landek (s Janem Balabánem a dalšími). Spoluorganizuje literární pořady, festivaly a výstavy v Ostravě (např. s Ivanem Motýlem – ostravské Literární harendy 1992–1994, částečně improvizované literární, text-apealové a happeningové večery), mezi lety 2013–2017 pravidelný měsíční literární pořad Literární Paseka v ostravském klubu Les; vystupoval v kabaretech Jiřího Surůvky a jako představitel Ježíše v pašijové hře O tom slavném zmrtvýchvstání (autor hry Tomáš Vůjtek).
Žije s rodinou v Ostravě. Jeho partnerka Yvetta Ellerová je zpěvačka a skladatelka (ostravská hudební seskupení Norská trojka, Complotto). Jeho dvojčetem je literární kritik a teoretik Pavel Hruška. Jeho syn František Hruška je hudebník, skladatel a také básník; debutoval roku 2021 sbírkou Převážná doba v edici Mlat nakladatelství Větrné mlýny.

## Dílo
Petr Hruška říká: „Poezie není zdobení života.“ Podle něj poezie musí „rozrušovat, udivovat, překvapovat, znejisťovat, bořit stávající estetické spokojenosti a vytvářet nové.“  O jeho knihách napsal Ivan Wernisch:
„Daří se vám verše bez zbytečností, tedy bez lyrického čvaňhání.“
Časopisecky publikoval mj. v Hostu, Tvaru, Revolver Revue, Literárních novinách, Souvislostech, Welesu aj. Je autorem literárních sloupků na rozličná kulturní témata, pravidelně uveřejňovaných v časopisu Respekt (2010–2013) a na internetovém Bubínku Revolver Revue. Psával i recenze a kritiky (zejm. Iniciály, Tvar, pravidelná spolupráce s rozhlasovou stanicí Vltava ve 2. pol. 90. let). Dále publikoval odborné literárněhistorické práce, úvahy atd. (zejm. Host, Tvar, ale i Slovenská literatúra, Protimluv, Obrácená strana měsíce aj.).
Jeho básně byly přeloženy mj. do angličtiny, francouzštiny, němčiny, italštiny, slovinštiny, nizozemštiny, polštiny či chorvatštiny. V roce 1998 byl oceněn Drážďanskou cenou lyriky a v roce 2009 obdržel Cenu Jana Skácela. Za sbírku Darmata získal v roce 2013 Státní cenu za literaturu. V Itálii obdržel Premio Piero Ciampi 2014. Za knihu Daleko do ničeho: Básník Ivan Wernisch mu byla v září 2020 udělena cena Nadace Českého literárního fondu. Je držitelem ceny Jantar (2019) za sbírku Nikde není řečeno a ceny Magnesia Litera za poezii (2023) za sbírku Spatřil jsem svou tvář.
Jako editor připravil k vydání například sebrané dílo Jana Balabána nebo výbor z poezie Ivana Martina Jirouse, pro slovinské vydání sestavil antologii české poezie 20. století.

### Básnické sbírky
- Obývací nepokoje (Sfinga, Ostrava 1995) – kresby Adam Plaček
- Měsíce (Host, Brno 1998) – kresby Zdeněk Janošec-Benda
- Vždycky se ty dveře zavíraly (Host, Brno 2002) – kresby Daniel Balabán
- Zelený svetr (Host, Brno 2004) – soubor tří předchozích sbírek v jednom svazku a soubor próz Odstavce, malby Hana Puchová, doslov Jiří Trávníček
- Auta vjíždějí do lodí (Host, Brno 2007) – malby Jakub Špaňhel
- Darmata (Host, Brno 2012) – ilustrace Katarína Szanyi
- Nevlastní (Argo, Praha 2017) – ilustrace Zdeněk Janošec Benda
- Nikde není řečeno (Host, Brno 2019) – malby Jakub Špaňhel
- Spatřil jsem svou tvář (Host, Brno 2022) – malby Jakub Špaňhel
- Minout se přesně (Host, Brno 2024) – výtvarný doprovod Jan Merta

### Próza
- Jedna věta (Revolver Revue, 2015)
- V závalu (sloupky, podpovídky, odstavce a jiné krátké texty) (Revolver Revue, 2020)
- Pro smrt uděláno – živé rozhovory o posledních věcech (Kalich, 2021)

### Odborné monografie
- Někde tady. Český básník Karel Šiktanc (Host, Brno 2010)
- Daleko do ničeho. Básník Ivan Wernisch (Host, Brno 2019)[5]

### Básnické sbírky v zahraničí
- Meseci in druge pesmi (Društvo Apokalipsa, Ljubljana 2004), překlad Anka Polajnar a Stanislava Chrobáková-Repar
- Jarek anrufen (Edition Toni Pongratz, Hauzenberg 2008), přeložil Reiner Kunze
- Mieszkalne niepokoje (Instytut Mikołowski, Mikołów 2011), přeložil Franciszek Nastulczyk
- Le macchie entrano nelle navi (Valigie Rosse, Livorno 2014), překlad Jiří Špička ve spolupráci s Paolo Maccarim
- Mondom neked (Jelenkor, Budapešť 2016), překlad István Vörös
- Il soggiorno breve delle parole (qudulibri – edizione maggio, Bologna 2017), přeložila Jana Sovová a Elisa Bin
- Darmaty (Instytut Mikołowski, Mikołów 2017), přeložil Franciszek Nastulczyk
- Dan velik kao oboreni jelen (Artikulacije, Koprivnica 2018), překlad Matija Ivačić
- Nužni smještaj (Adin Ljuca Samizdat, Praha 2018), přeložil Adin Ljuca
- Irgendwohin nach Haus (Edizion Azur, Leipzig 2019), přeložila Marina Lisa s Kerstin Becker
- Szmaty i drut (Instytut Mikołowski, Mikołów 2020), přeložil Franciszek Nastulczyk
- Volevamo salvarci (Miraggi edizioni, Turín, Itálie 2021), překlad Elisa Bin
- Chcieliśmy się uratovać (Instytut Kultury Miejskiej, Gdańsk, 2022), přeložili Dorota Dobrew a Franciszek Nastulczyk
- Je cherche le peintre aux doigts blancs (Éditions de l’Université de Bruxelles, Bruxelles, 2022), přeložili Petr Král, Petra James, Jean-Gaspard Páleníček, Eve Filée, Jitka Hejlová, Astrid Muls, Grégoire Vandeghinste
- Lagani prelasci u kosmos (Treći Trg, Beograd, 2022), přeložila Tihana Hamović
- Everything Indicates (Blue Diode Press, Edinburgh 2023), přeložil Jonathan Bolton[6]
- I Caught Sight of My Face (Kulturalis, London 2024), přeložil Joshua Mensch
- Ujrzałem swoją twarz (Instytut Mikołowski, Mikołów 2024), přeložil Franciszek Nastulczyk

### Účast v antologiích (výběr)
České:
- Almanach Welesu (Weles, Brno 1997, ed. Vojtěch Kučera)
- V srdci Černého pavouka – ostravská literární a umělecká scéna 90. let (Votobia, Olomouc 2000), ed. Milan Kozelka
- Cestou – básnický almanach Welesu (Weles, Brno 2003), ed. Miroslav Chocholatý, Vojtěch Kučera, Pavel Sobek
- Co si myslí andělíček – dítě v české poezii (Brno 2004), ed. Ivan Petlan a Tomáš Lotocki
- Antologie nové české literatury 1995-2004 (Fra, Praha 2004), ed. Radim Kopáč a Karolina Jirkalová, doslov Jan Suk
- S tebou sám – antologie současné české milostné poezie (Dauphin, Praha 2005), ed. Ondřej Horák
- 7edm: Petr Hruška, Jan Balabán, Petr Motýl, Pavel Šmíd, Sabina Karasová, Radek Fridrich, Patrik Linhart (Theo, Pardubice 2005)
- Báseň mého srdce (Literula, Praha 2006), ed. Vladimír Křivánek
- Antologie české poezie II. díl (1986–2006), 2007
- Nejlepší české básně 2009 (Host, Brno 2009), eds. Karel Šiktanc a Karel Piorecký
- Nejlepší české básně 2010 (Host, Brno 2010), eds. Miloslav Topinka a Jakub Řehák
- Nejlepší české básně 2011 (Host, Brno 2011), eds. Petr Král a Jan Štolba
- Nejlepší české básně 2012 (Host, Brno 2012), ed. Simona Martínková-Racková
- Nejlepší české básně 2013 (Host, Brno 2013), eds. Ivan Wernisch a Wanda Heinrichová
- Co zůstává – malá antologie soudobé české poezie (Centrum pro studium demokracie a kultury, Brno 2013), ed. František Mikš
- Nejlepší české básně 2016 (Host, Brno 2016), eds. Vít Slíva a Jakub Chrobák
- Nejlepší české básně 2017 (Host, Brno 2017), eds. Sylva Fischerová a Jan Šulc
- Nejlepší české básně 2018 (Host, Brno 2018), eds. J. H. Krchovský a Ondřej Hanus

Zahraniční:
- La poésie tchèque en fin de siècle (Sources, Namur, Belgie 1999, ed. Petr Král), překlad Petr Král
- Antologie de la poésie tchèque contemporaine 1945-2000 (Galimard, Paris, Francie 2002, ed. Petr Král), překlad Petr Král
- Reiner Kunze: Wo wir zu Hause das Salz haben – Nachdichtungen (S. Fischer Verlag, Frankfurt am Mein 2003), překlad Reiner Kunze
- Literair Paspoort 2004 (Den Haag, Nizozemsko 2004), překlad Jana Beranová
- Kosmas: Czechoslovak and Central European Journal (Texas, USA 2004, ed. Clinton Machann), překlad Zuzana Gabrišová
- In our own words (MW Enterprises, Cary, USA 2005, ed. Marlow Weaver), překlad Zuzana Gabrišová
- Из века в век (Iz věka v věk) – češskaja poezija (Pranat, Moskva, Rusko 2005, ed. Dalibor Dobiáš), překlad Olga Lukavaja
- Tra ansia e finitudine – Szorongás és végesség között (Budapešť, Maďarsko 2005) překlad z maďarštiny István Vörös, z italštiny Claudio Poeta
- Circumference – poetry in translation (New York, USA 2006, ed. Stefania Heim, Jennifer Kronovet), překlad Jonathan Bolton
- New European Poets (Graywolf Press, Saint Paul, Minnesota, USA 2008, ed. Wayne Miller a Kevin Prufer), překlad Zuzana Gabrišová
- [avant-poste] numero special (Praha-Paříž 2017), překlad Petr Král
- Prchavé domovy-Fleeting Homes (eds. Robert Hýsek a Matthew Sweney, Universita Palackého, Olomouc 2010), překlad Matthew Sweney
- Întunericul din Camera Copilion – Antologie de poezie cehă contemporană (ed. Mircea Dan Duţă, Descrierea CIP a Bibliotecii Nationale a României, Bucuresti 2015), překlad Mircea Dan Duţă
- Przewodnik po zaminowanym terenie (ed. Krzysztof Śliwka, Marek Śnieciński, Ośrodek Postaw Twórczych, Wrocław 2016), překlad Franciszek Nastulczyk
- Die letzte Metro – junge Literatur aus Tschechien (Verlag Voland & Quist, Dresden, Leipzig 2017), překlad Martina Lisa
- Pesem sem – razumljive pesmi za nerazumljive čase (eds. Igor Saksida, Aleš Šteger, Beletrina, Ljubljana 2018), překlad Anka Polajnar, Stanislava Chrobáková-Repar

### Literární studie (výběr)
- Do hospody v literatuře (Tvar 1996, č.11)
- Setrvačnost avantgardního modelu – nový surrealismus. (Host 1998, č. 9)
- Básně psané na střed (Host 1999, č. 1)
- Pořád na svém místě. Karlu Šiktancovi začaly vycházet sebrané spisy (Host 2000, č. 8)
- Povinnost jistot a potřeba pochyb (Host 2000, č. 10)
- Druhá vlna první velikosti (Host 2002, č. 10)
- První knížky veršů v mladofrontovní edici Ladění (Slovenská literatura 2002, č. 5)
- Ouřezek, potutel, sakr, ošoust… Karel Šiktanc a umění klnout, Host 2009, č. 9, s. 15–19
- Dekáda nespokojenosti. Úsilí poezie v prvním desetiletí nového milénia, Host 2014, č. 9, s. 23—28
- Nic vážného se neděje! Ivan Wernisch a zapomenuté kouzlo ruského lubku, Host 2016, č. 8, s. 61—69
- Působení (a řádění) Ivana Wernische v Literárních novinách devadesátých let, Souvislosti 2017, č. 3, s. 16-33
- Projev nad hrobem Petra Bezruče 15. září 2017 in Petr Bezruč. Bard prvý, co promluvil. Sborník z konference, konané 21.-22. září 2017 u příležitosti stého padesátého výročí narození Vladimíra Vaška. Ostravská univerzita, Filozofická fakulta, Ostrava 2018, s. 9-10.
- Chlap ve stoje (Karel Šiktanc devadesátiletý), Host 2018, č. 7, s. 31—35

### Divadlo a televize
- Scénář (spolu s Radovanem Lipusem) divadelní hry Průběžná O(s)trava krve, premiéra 1994, v TV 1997
- Scénář k dokumentárnímu filmu Genius loci – Historie časopisu Host, Host do domu (režie Vladimír Kelbl, Tv Brno, 2002, vysíláno 2003)

### CD
- Zelený Petr (Norská trojka, CD, 2002), zhudebněné texty
- Obývací nepokoje (výbor z básní na CD), vyšlo jako příloha časopisu Aluze 2/3, 2004)
- Průběžná O(s)trava krve, záznam divadelního představení pro rozhlas (2000), (CD 2000)